# San Pedro de Pilas
San Pedro de Pilas es un pueblo capital del distrito homónimo, ubicado en la provincia de Yauyos del departamento de Lima, en Perú. En el 2017 tenía una población de 218 habitantes según el INEI.

## Como llegar
Está ubicado en el km 70 de la ruta afirmada LM-124, que se inicia en la Panamericana Sur, aproximadamente en el kilómetro 100 y pasando por los pueblos de Asia, Coayllo, Cata, Omas y llega hasta San Pedro de Pilas.